# Calostigma dusenii
Calostigma dusenii là một loài thực vật có hoa trong họ La bố ma. Loài này được Hoehne mô tả khoa học đầu tiên năm 1916.